# 1216
| [ Edytuj tabelę ]                          |                                                                  |
| Książę Małopolski                          | - 1211 Leszek Biały 1227                                         |
| Książę Wielkopolski                        | - 1202 Władysław III Laskonogi 1229 - 1208 Władysław Odonic 1218 |
| Król Angkoru                               | - 1181 Dżajawarman VII 1218                                      |
| Król Anglii                                | - 1199 Jan bez Ziemi 1216 - 1216 Henryk III 1272                 |
| Król Aragonii i Walencji, hrabia Barcelony | - 1213 Jakub I Zdobywca 1276                                     |
| Książę Bawarii                             | - 1183 Ludwik I 1231                                             |
| Margrabia Brandenburgii                    | - 1205 Albrecht II 1220                                          |
| Książę Burgundii                           | - 1192 Eudes III 1218                                            |
| Cesarz Bizancjum                           | - 1204 Teodor I Laskarys 1222                                    |
| Car Bułgarii                               | - 1207 Borił 1218                                                |
| Cesarz Chin                                | - 1194 Song Ningzong 1224                                        |
| Król Cypru                                 | - 1205 Hugo I 1218                                               |
| Król Czech                                 | - 1198 Przemysł Ottokar I 1230                                   |
| Król Danii                                 | - 1202 Waldemar II Zwycięski 1241                                |
| Władca Egiptu                              | - 1199 Al-Adil 1218                                              |
| Cesarz Etiopii                             | - 1189 Gebre Meskel 1229                                         |
| Król Francji                               | - 1180 Filip II August 1223                                      |
| Król Gruzji                                | - 1213 Jerzy IV Lasza 1222                                       |
| Cesarz Japonii                             | - 1210 Juntoku 1221                                              |
| Kalif                                      | - 1180 An-Nasir 1225                                             |
| Król Kastylii                              | - 1214 Henryk I Kastylijski 1217                                 |
| Patriarcha Konstantynopola                 | - 1215 Manuel I Charitopul 1222                                  |
| Władca Korei                               | - 1213 Kojong 1259                                               |
| Król Leónu                                 | - 1188 Alfons IX 1230                                            |
| Cesarz Łaciński                            | - 1205 Henryk Flandryjski 1216                                   |
| Kalif Maroka                               | - 1213 Abu Jusuf II 1224                                         |
| Król Nawarry                               | - 1194 Sanczo VII 1234                                           |
| Król Norwegii                              | - 1204 Inge II Baardsson 1217                                    |
| Hrabia Palatynatu                          | - 1214 Ludwik I Wittelsbach 1227                                 |
| Papież                                     | - 1198 Innocenty III 1216 - 1216 Honoriusz III 1227              |
| Król Portugalii                            | - 1211 Alfons II 1223                                            |
| Sułtan Rumu                                | - 1211 Kajkawus I 1220                                           |
| Książę Rusi halickiej                      | - 1213 Mścisław I Niemy 1216 - 1216 Mścisław II Udały 1219       |
| Cesarz Rzymski (niemiecki)                 | - 1209 Otto IV 1218                                              |
| Książę Saksonii                            | - 1212 Albrecht I 1260                                           |
| Król Szkocji                               | - 1214 Aleksander II 1249                                        |
| Król Szwecji                               | - 1208 Eryk X Knutsson 1216 - 1216 Jan I Sverkersson 1222        |
| Doża Wenecji                               | - 1205 Pietro Ziani 1229                                         |
| Król Węgier                                | - 1205 Andrzej II 1235                                           |
| Wielki mistrz zakonu krzyżackiego          | - 1209 Hermann von Salza 1239                                    |

Rok 1216 / MCCXVI
stulecia: XII wiek ~
XIII wiek ~
XIV wiek

lata: 1206 «
1211 «
1212 «
1213 «
1214 «
1215 «
1216
» 1217
» 1218
» 1219
» 1220
» 1221
» 1226

## Wydarzenia w Polsce
- Biskup krakowski i kronikarz Wincenty Kadłubek konsekrował kościół św Floriana w Krakowie.

## Wydarzenia na świecie
- W maju Ludwik został proklamowany (lecz nie koronowany) królem Anglii w katedrze św. Pawła.
- 14 czerwca – Ludwik zdobył Winchester i kontrolował ponad połowę królestwa Anglii.
- 18 lipca – odbyła się elekcja papieska, podczas której wybrano papieżem Honoriusza III.
- 19 października – Henryk III królem Anglii[1].
- 22 grudnia – papież Honoriusz III zatwierdził regułę zakonu dominikanów. Pierwszym generałem został Dominik Guzmán, późniejszy święty.
- Bitwa na Lipickim Polu - książę nowogrodzki Mścisław Udały utrzymał niezależność swego księstwa od księcia włodzimiersko-suzdalskiego Jerzego II[1].

## Urodzili się
- Eryk IV Denar od Pługa, król Danii (zm. 1250)
- Eryk XI Eriksson, król Szwecji (zm. 1250)

## Zmarli
- 6 lutego – Tokimasa Hōjō, regent Japonii (ur. 1138)
- 10 kwietnia – Eryk X Knutsson, król Szwecji (ur. ok. 1180)
- 11 czerwca  – Henryk Flandryjski, cesarz łaciński (ur. ok. 1174)
- 16 lipca – Innocenty III, papież (ur. 1161)
- 18 lub 19 października – Jan I zwany "Janem bez Ziemi", król Anglii (ur. 1166)
- data dzienna nieznana: 
  - Thần Nghi, wietnamski mistrz thiền ze szkoły vô ngôn thông (ur. ?)